# Aster tsarungensis
Aster tsarungensis là một loài thực vật có hoa trong họ Cúc. Loài này được (Grierson) Y.Ling mô tả khoa học đầu tiên năm 1985.